# Storstugan, Täby

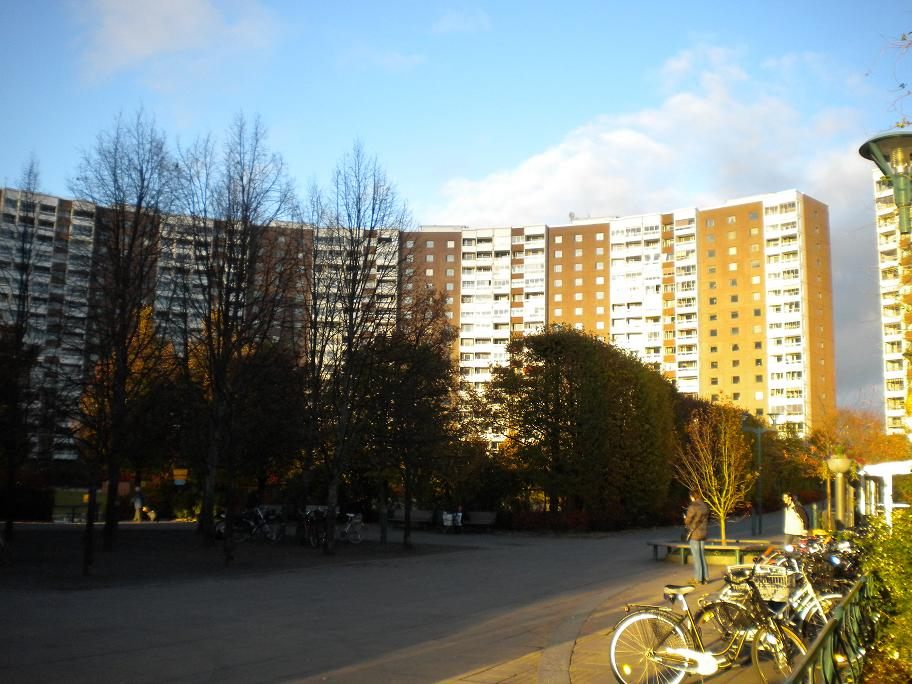
Storstugan

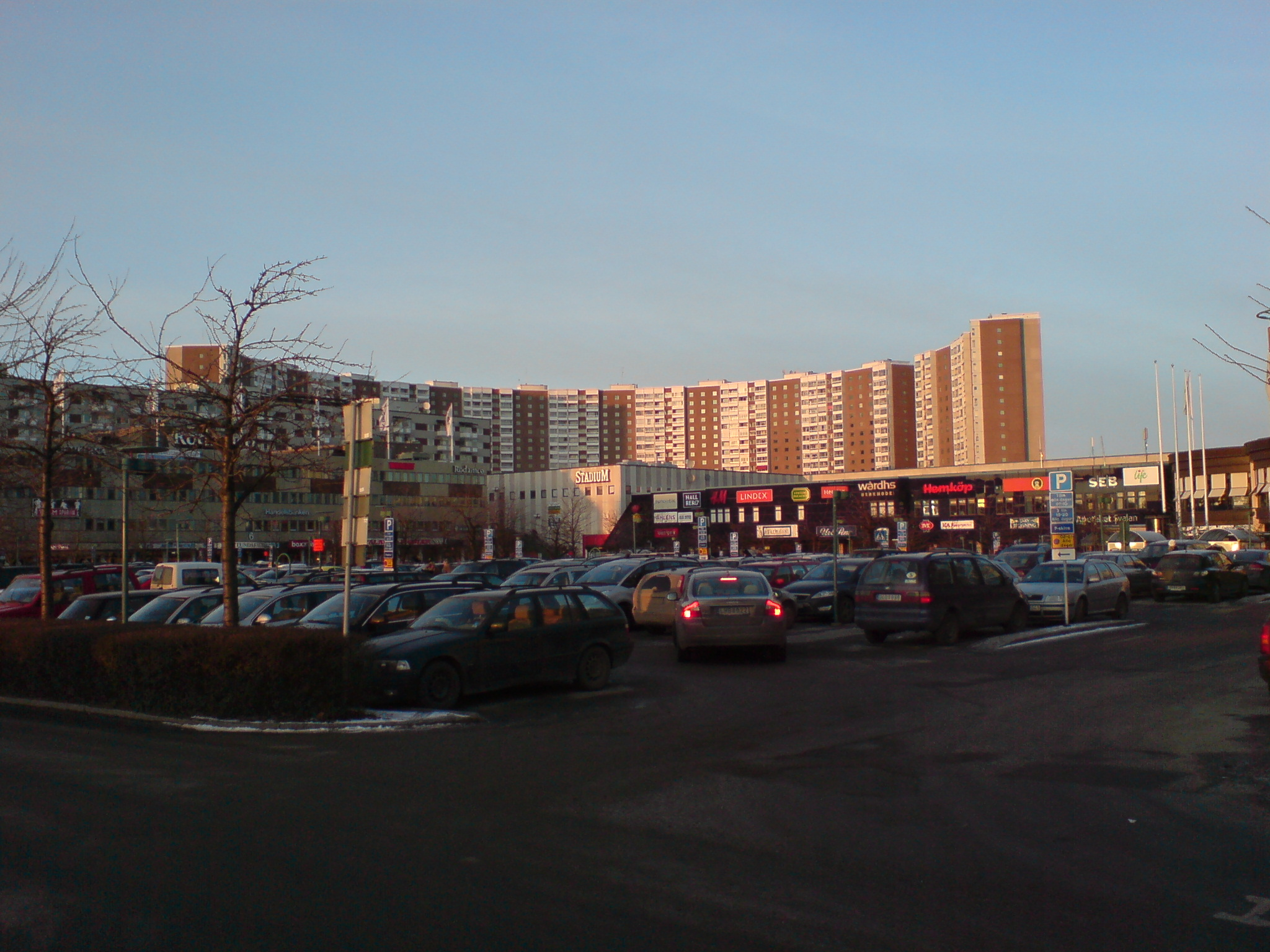
Storstugan och Täby Centrum, 2009

Storstugan är en bostadsrättsförening i  Tibble, Täby kommun. Den ligger i anslutning till Täby centrum och föreningens fastigheter består av två 17 våningar höga bostadshus separerade av Biblioteksgången. 
Husen bildar tillsammans en halvcirkel som omger en grön innergård med fontän, lekplatser, tennisbana m.m. Det större av de båda byggnaderna har nio trapphus adresser Åkerbyvägen 82 - 98, medan den mindre byggnaden har två trapphus med adresser Gustaf Bergs väg 17 - 17A. Denna något egendomliga numrering hänger samman med att den mindre byggnaden ursprungligen hade gatuadressen Marknadsvägen, där Täby centrum var nummer 15, medan nr 19 ligger i låghusen norr om Storstugan. Den mindre av byggnaderna kallas understundom Lillstugan. Föreningen förfogar över stora parkeringsfält i anslutning till husen.

## Historik
Husen uppfördes av HSB, och var vid sidan om Näsbydal och Grindtorp en del av en större utbyggnad med bostäder och köpcentrum i Täby kommun. Planerna presenterades 1961. Kommunens partner i bostadsprojekten var konsultföretaget Vattenbyggnadsbyrån, VBB, som leddes av arkitekten Sune Lindström.
Husen var ursprungligen tänkta att bli 25 våningar. Den planerade storleken vållade dock debatt och planerna avstyrktes av bland andra länsarkitekten. Det skulle kunna bli problem för brandkåren att nå de översta våningarna, då man inte förfogade även stegar med erforderlig höjd. Tidningen Dagens Nyheter beskrev det som ett "skräckhus". 1963 fastställdes en reviderad plan, där antalet våningar hade bantats till 17.
Storstugan stod klar år 1970 och innehåller 704 lägenheter om 2-4 rum och kök fördelade på elva trapphus. Samtliga lägenheter upplåtes med bostadsrätt. 

## Framtid
Brf Storstugan initierade år 2012 ett projekt som kallas "Storstugan 2.0" . Det går ut på att få detaljplanen ändrad för att möjliggöra kompletterande bebyggelse på parkeringsfältet och i samband därmed ersätta detta med garageplatser för de boende. Kommunen ställer sig positiv till förslaget . Presentationer till föreningens medlemmar har inte blivit väl mottagna då det framkommit att eventuell byggnation skulle bli utdragen på grund av generella stadsbyggnadsrestriktioner och grundförhållanden. Motsättningar i föreningen resulterade i att föreningsstyrelsen inte gavs ansvarsfrihet. I december 2017 genomfördes en enkät bland medlemmarna som med 66% deltagande gav svaret ”nej, vi vill inte se en exploatering av parkeringen”. I mars 2018 kommer en extrastämma i föreningen att avsluta projektet som påbörjades 2012.